# Frontera entre Egipte i l'Aràbia Saudita
La frontera entre Egipte i Aràbia Saudita consisteix en un segment marítim situat al mig del Mar Roig dins del golf d'Aqaba.
La delimitació d'aquesta frontera és definida per 61 punts enumerats a l'« Acord sobre la frontera marítima entre el regn e de l'Aràbia Saudita i la República Àrab d'Egipte sobre la delimitació de la zona econòmica exclusiva », un tractat signat el 7 d'abril de 2016 pel ministre de Defensa saudita Mohammad bin Salman Al Saud i el primer ministre egipci Sherif Ismail
Aquests 61 punts són els següents :
- punt 1 : 29°22'20.52"N. ,34°52'57.79"E. (trifini amb Jordània)
- punt 2 : 29°22'01.07"N. ,34°52'44.71"E.
- punt 3 : 29°20'34.64"N. ,34°52'15.54"E.
- punt 4 : 29°19'16.95"N. ,34°51'17.94"E.
- punt 5 : 29°17'22.18"N. ,34°50'25.28"E.
- punt 6 : 29°16'36.62"N. ,34°49'56.94"E.
- punt 7 : 29°13'57.13"N. ,34°49'32.16"E.
- punt 8 : 29°11'05.34"N. ,34°48'45.80"E.
- punt 9 : 29°06'48.06"N. ,34°46'48.54"E.
- punt 10 : 29°03'30.27"N. ,34°45'47.35"E.
- punt 11 : 29°00'21.60"N. ,34°45'57.74"E.
- punt 12 : 28°57'19.46"N. ,34°45'35.36"E.
- punt 13 : 28°54'40.53"N. ,34°44'01.74"E.
- punt 14 : 28°53'05.76"N. ,34°44'00.41"E.
- punt 15 : 28°51'20.74"N. ,34°44'10.32"E.
- punt 16 : 28°50'01.45"N. ,34°44'03.66"E.
- punt 17 : 28°48'17.83"N. ,34°43'26.27"E.
- punt 18 : 28°43'56.98"N. ,34°42'39.52"E.
- punt 19 : 28°39'53.44"N. ,34°41'08.74"E.
- punt 20 : 28°36'27.48"N. ,34°40'50.77"E.
- punt 21 : 28°32'51.59"N. ,34°40'05.29"E.
- punt 22 : 28°31'03.93"N. ,34°39'04.89"E.
- punt 23 : 28°28'05.03"N. ,34°38'09.90"E.
- punt 24 : 28°25'37.36"N. ,34°37'09.42"E.
- punt 25 : 28°23'38.18"N. ,34°36'03.81"E.
- punt 26 : 28°22'45.81"N. ,34°35'12.85"E.
- punt 27 : 28°20'37.70"N. ,34°34'23.05"E.
- punt 28 : 28°16'51.73"N. ,34°32'38.10"E.
- punt 29 : 28°14'44.23"N. ,34°32'43.07"E.
- punt 30 : 28°11'10.42"N. ,34°32'02.68"E.
- punt 31 : 28°03'38.89"N. ,34°29'27.17"E.
- punt 32 : 28°02'06.30"N. ,34°28'08.61"E.
- punt 33 : 28°00'23.96"N. ,34°27'42.27"E.
- punt 34 : 27°58'40.59"N. ,34°27'50.09"E.
- punt 35 : 27°58'03.92"N. ,34°27'48.95"E.
- punt 36 : 27°54'40.74"N. ,34°27'20.45"E.
- punt 37 : 27°50'11.15"N. ,34°28'26.00"E.
- punt 38 : 27°19'40.03"N. ,34°43'31.70"E.
- punt 39 : 26°46'43.54"N. ,34°57'13.46"E.
- punt 40 : 26°40'38.36"N. ,34°58'21.29"E.
- punt 41 : 26°22'03.95"N. ,35°10'48.33"E.
- punt 42 : 26°05'26.29"N. ,35°24'00.48"E.
- punt 43 : 26°00'16.28"N. ,35°28'53.18"E.
- punt 44 : 25°44'08.31"N. ,35°37'08.59"E.
- punt 45 : 25°23'07.52"N. ,35°41'47.42"E.
- punt 46 : 25°15'20.45"N. ,35°47'52.71"E.
- punt 47 : 25°01'25.75"N. ,36°00'58.41"E.
- punt 48 : 24°49'50.41"N. ,36°09'14.70"E.
- punt 49 : 24°48'08.69"N. ,36°10'23.70"E.
- punt 50 : 24°41'52.93"N. ,36°14'44.68"E.
- punt 51 : 24°34'59.62"N. ,36°18'26.50"E.
- punt 52 : 24°28'23.26"N. ,36°22'34.05"E.
- punt 53 : 24°12'18.69"N. ,36°27'07.26"E.
- punt 54 : 23°31'22.20"N. ,36°59'53.79"E.
- punt 55 : 23°17'27.65"N. ,37°09'52.12"E.
- punt 56 : 22°58'30.47"N. ,37°29'43.99"E.
- punt 57 : 22°48'21.65"N. ,37°38'53.66"E.
- punt 58 : 22°37'01.57"N. ,37°44'13.38"E.
- punt 59 : 22°29'54.83"N. ,37°47'26.12"E.
- punt 60 : 22°17'32.73"N. ,37°53'10.70"E.
- punt 61 : 22°00'00.00"N. ,37°53'43.70"E. (Trifini amb el Sudan)

La frontera passa al nivell dels estrets de Tiran concedint oficialment la sobirania saudita a les illes de Tiran i Sanafir, aquest acord va portar el 21 de juny de 2016 a una anul·lació per part del tribunal administratiu egipci de la signatura de l'acord bilateral.
El traçat s'atura al paral·lel 22º Nord alineat sobre la frontera entre Sudan i Egipte